# Nihâl Chand
Nihâl Chand (1710–1782) war ein indischer Maler, der einige der bekanntesten Rajputgemälde schuf. Zur Zeit des Herrschers Savant Singh war er Hauptmaler am Hof von Kishangarh.

Nihal Chand: Radha und Krishna im Boot der Liebe

## Kunststil
Chands Stil wurde unter anderem vom benachbarten Mogulkönigreich inspiriert. Ein Künstler des Mogulkönigreiches, Bhavani Das, war Mentor Nihâl Chands und übte großen Einfluss auf dessen künstlerische Entwicklung aus. Chands Stil zeichnet sich durch intensive Farben aus; der klassische Grundstil von Kishangarh, der klare Linien und scharfe Züge zusammen mit länglichen Körpermerkmalen umfasst, ist auch in Chands Werken deutlich wiederzufinden.
Klar abgrenzen konnte sich Chand durch die Betonung religiöser hinduistischer Motive in seinen Gemälden, beispielsweise durch einen stärkeren Naturbezug, der im Gegensatz zu den Mogulkünstlern in der Kunst der Rajput stark vorhanden war.
Chand verarbeitete in seinen Gemälden religiöse Themen sowie romantische Leidenschaften, insbesondere seines Patrons, des Kronprinzen Sawan Singh. Dessen Geliebte, Bani Thani Vishnupriya, stellt Chand in seinem wohl bekanntesten Gemälde Radha (Bani Thani) dar. Bani Thani war der Spitzname Vishnupriyas, was übersetzt so viel wie „die eine, die verkleidet ist“ bedeutet. Die Darstellung der Frau, die ihre Handflächen mit Henna schmückt, traditionelle Kleidung und auffälligen, bunten Schmuck aus Gold und Perlen trägt, verkörpert die Vorstellung weiblicher Schönheit.

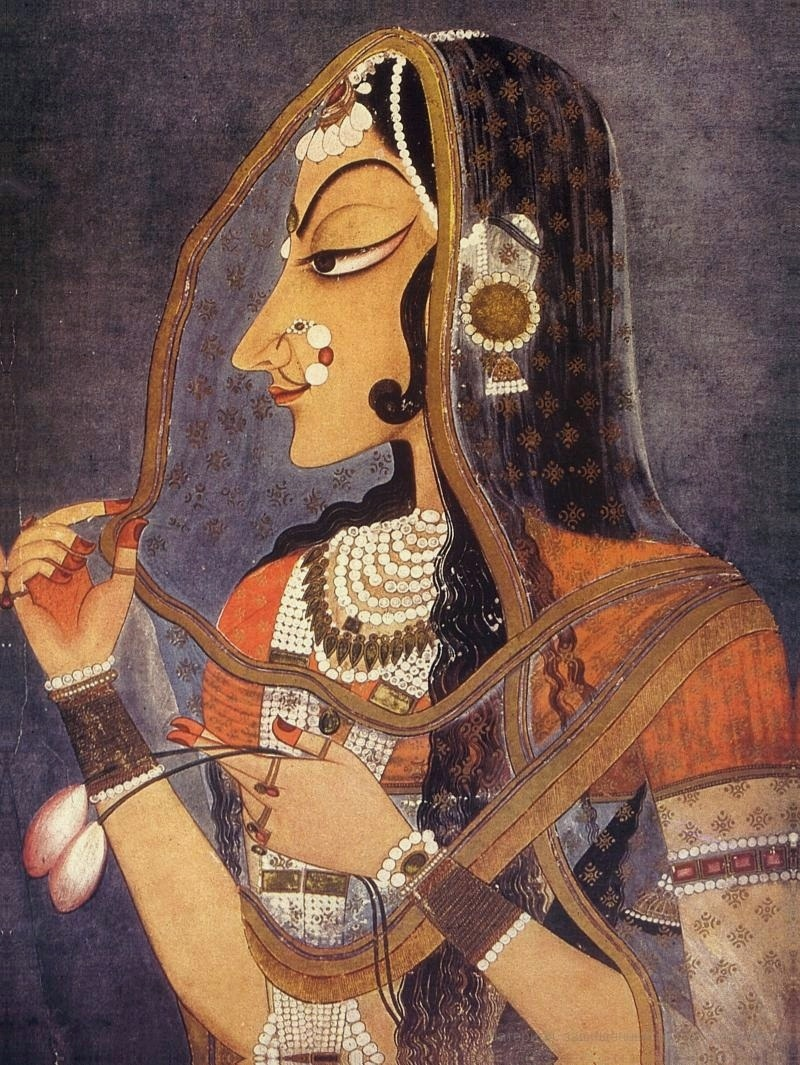
Bani Thani

 Der Einfluss des Kronprinzen, der selbst ein talentierter Dichter und Künstler war, auf Chands Werke war sehr groß. Oft wird dem Kronprinzen die Leistung des Hofmalers Chand zugeschrieben. Beispielsweise produzierte der Prinz selbst die Skizzen und Planungen für das wohl bekannteste Gemälde Bani Thani.  
Auch in anderen Gemälden, wie Laila & Majnun, wird das Motiv der Liebe verarbeitet.

## Museen
Chands Kunstwerke sind zu großen Teilen im National Museum of New Delhi in Indien sowie im San Diego Museum of Art, im Museum of Fine Arts, Boston, im Philadelphia Museum of Art und im Cleveland Museum of Art zu finden.